# Antym V
Antym V, gr.  Ἄνθιμος Ε' (ur. 1779 w Redestos, zm. 1842) – ekumeniczny patriarcha Konstantynopola w latach 1841–1842.

## Życiorys
Urodził się w Redestos (Tekirdağ). Był metropolitą Anchíalos (1821–1831), Kyzikos (1831–1841). Został wybrany patriarchą 6 maja 1841 r. Swój urząd sprawował do 12 czerwca 1842 r.